# Bende van Vier (kleinkunst)
De Bende van Vier was een kleinkunstgroep, samengesteld uit Kees Torn, Jeroen van Merwijk, Theo Nijland en Maarten van Roozendaal. De groep is geformeerd in 2008 voor de eenmalige voorstelling 'Cabaret voor wie er niet van houdt!', die op 8 september 2008 werd gespeeld in de Kleine Komedie, en op 18 oktober 2008 is uitgezonden door de VARA. Het doel van de Bende van Vier was het promoten van het betere lied. Cabaretliederen krijgen volgens hen op televisie te weinig kans; het zijn zapmomenten. De voorstellingen van de cabaretiers van de Bende leunen voornamelijk op de liedjes, dus worden er geen theaterregistraties van uitgezonden.
Alle vier de cabaretiers zijn in het bezit van een Annie M.G. Schmidt-prijs voor het beste theaterlied. Theo Nijland in 1997 voor het nummer 'Kaal', Kees Torn in 1999 voor 'Streepjescode', Maarten van Roozendaal in 2000 voor 'Red mij niet' en Jeroen van Merwijk in 2006 voor 'Dat vinden jongens leuk'.
Kees Torn vindt eigenlijk dat 'zijn' cabaret niet in grote zalen en niet op televisie thuishoort.